# I Am Brian Wilson: A Memoir
I Am Brian Wilson: A Memoir je autobiografická kniha amerického hudebníka Briana Wilsona, člena skupiny The Beach Boys. Jejím spoluautorem je Ben Greenman. Vznikala prostřednictvím rozhovorů Wilsona s Greenmanem. Poprvé byla vydána 11. října roku 2013 nakladatelstvím Da Capo Press, měsíc po vydání autobiografie Good Vibrations: My Life as a Beach Boy dalšího člena The Beach Boys, Mikea Lovea. Wilson vydal svou první autobiografikou knihu nazvanou Wouldn't It Be Nice: My Own Story v roce 1991. Wilson však původního knihu neuznával a byla předmětem soudních sporů.